# Duwayr al-Akrad
Duwayr al-Akrad (tiếng Ả Rập: دوير الأكراد phiên âm: duwayr al-'akrād) là một ngôi làng Syria nằm trong tiểu khu Ziyarah của huyện al-Suqaylabiyah ở tỉnh Hama. Theo Cục Thống kê Trung ương Syria (CBS), ngôi làng có dân số 814 trong cuộc điều tra dân số năm 2004.